# Ліберо (волейбол)

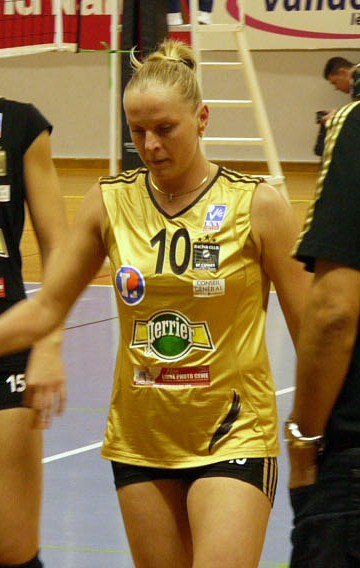
Ліберо української збірної Олександра Фоміна.

Ліберо (італійською «вільний») — позиція гравця у волейболі, який виконує виключно оборонні функції. Вперше з ліберо почали грати 1998 року, наділивши такого волейболіста деякими обмеженнями, а також змусивши носити футболку іншого кольору, ніж партнери по команді.
Ідея створення ліберо полягала в тому, щоб дозволити командам якнайдовше утримувати свого найкращого захисника на майданчику. У сучасному волейболі цінується зріст, але в оборонних діях такі гіганти виглядають незграбно, тоді які гравці невисокого зросту можуть швидко групуватись, пірнати, тобто діставати важкі м'ячі.

## Функції
Ліберо здебільшого грає на позиції 6-го номера та відповідає за прийом м'яча. Такий гравець сконцентрований тільки на обороні та на відміну від інших членів команди працює по всій площі поля, у тому числі й вільній зоні. Головне завдання ліберо полягає в тому, щоб добре прийняти перший м'яч, а зв'язуючий далі міг вивести нападника на удар. Також у деяких випадках, коли пасуючий з якихось причин не може дати пас, ліберо бере на себе цю функцію. Щоправда, тут є деякі нюанси. Якщо ліберо дає передачу з передньої зони, то можна це зробити тільки знизу. У той час із задньої зони (своєї основної робочої зони) може віддавати передачу як зверху так і знизу.
Оскільки ліберо не має обов'язків по атаці, він повинен бути зосереджений на кожному м'ячі, який може підняти. Такому гравцеві правила гри у волейбол забороняють подавати, а що стосується атаки, то пробивати можна тільки із задньої зони, не заступаючи за 3-метрову лінію, при цьому м'яч не повинен бути вищим за верхній край сітки.

## Відмінності ліберо від інших гравців
- Носить футболку іншого кольору
- Грає лише на задньому ряду.
- Може замінити лише волейболістів заднього ряду.
- Кількість замін ліберо не обмежена.
- Не має права ставити блок та виконувати подачу.
- Йому заборонено атакувати м'яч, що знаходиться вище верхнього краю сітки.
- Заборонено віддавати передню зону верхню передачу.

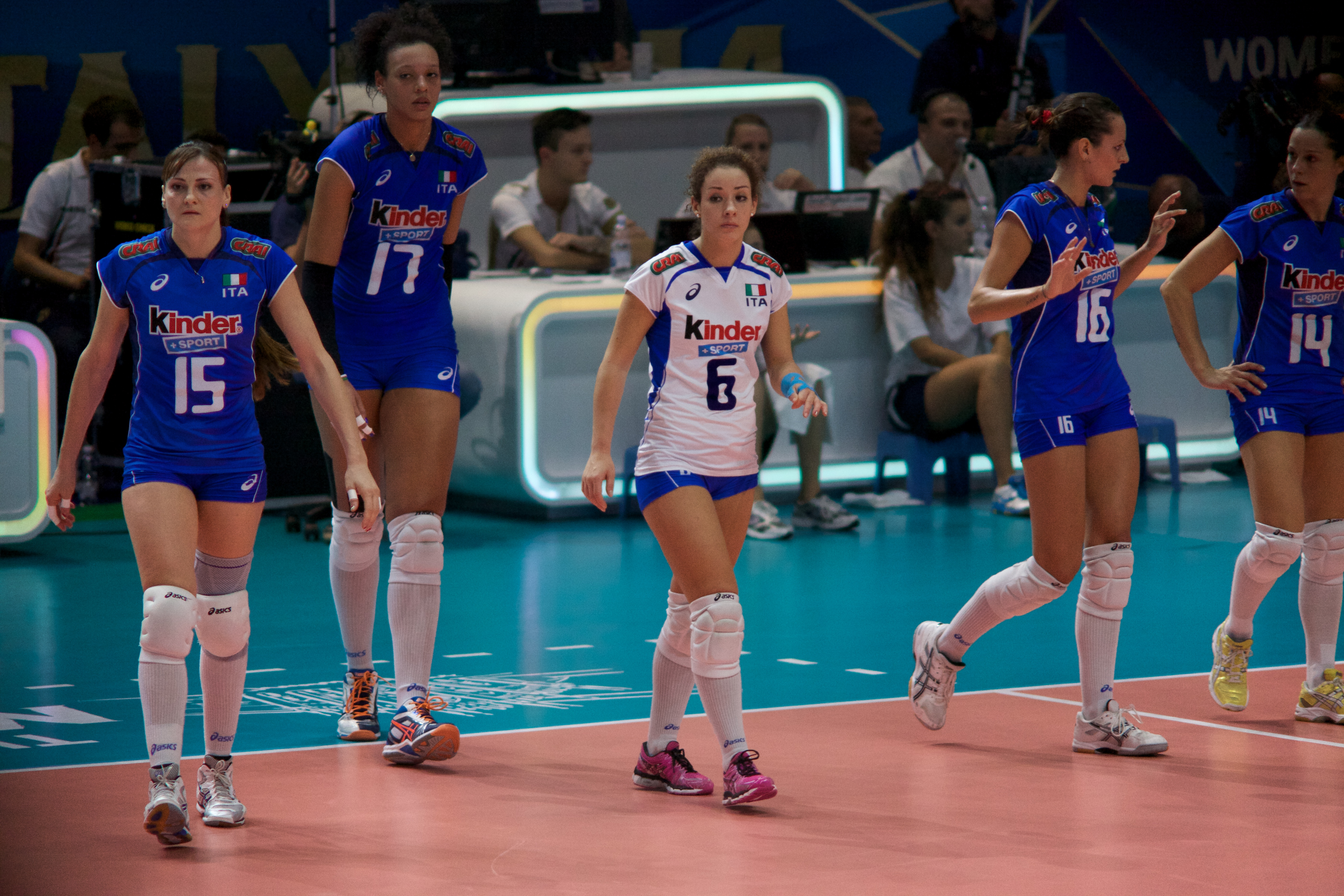
Ліберо Моніка Де Дженнаро (№ 6) у складі збірної Італії на чемпіонаті світу 2014 року.

Великий плюс ліберо в команді — це те, що такий гравець може бути замінений у матчі необмежену кількість разів. Офіційними правилами волейболу встановлено: у кожній партії стороні дозволено виконати максимум 6 замін. Заміни — важливий тактичний хід у грі, адже вони дозволяють йти з поля втомленим волейболістам або тим, у кого гра не пішла. Ліберо може виходити і повертатися на майданчик необмежену кількість разів: він може замінити будь-якого гравця, який стоїть на задньому ряду (позиції 1,5,6). Також правила забороняють мати одночасно на майданчику двох ліберо, хоча у заявці їх може бути 2.

## Головні якості
У той час як зв'язуючий є ключовою ланкою у створенні атак команди, ліберо є своєрідним капітаном та лідером атакуючих дій. Оскільки подача дуже важливий технічний елемент у грі, а ліберо грає в задньому ряду, він повинен найкраще робити прийом. У сучасному волейболі після силових подач м'яч летить з високою швидкістю і ліберо повинен прийняти його за всяку ціну, навіть якщо для цього доведеться згрупуватися та впасти.
Також волейболіст даного амплуа повинен прораховувати дії супротивника: за лічені секунди розташуватися на майданчику так, щоби була можливість зіграти в м'яч.
За складністю ліберо найважча позиція на полі після зв'язуючого. Ліберо грає велику роль у команді, він повинен мати навички для гри на будь-якій позиції, читати гру і страхувати блокуючих. Але найкраще такий волейболіст повинен вміти приймати м'яч, щоб той не відскакував абияк, а прямував точно в руки зв'язуючого. Враховуючи той факт, що ліберо звільнено від атакувальних дій, вони повинні бути просто монстрами оборони, адже на тренуваннях можна витрачати більше часу на оборонні навички, а таких технічним елементам, як блок, нападаючий удар та подача, можна практично не приділяти уваги.